# Rob Brown
Rob Brown, född 1 mars 1984 i New York, är en amerikansk skådespelare.

## Filmografi i urval
- 2000 – Vem är Forrester?
- 2005 – Coach Carter
- 2006 – Take the Lead
- 2008 – Stop-Loss
- 2013 – Don Jon
- 2015–2020 – Blindspot (TV-serie)
- 2022 – We Own This City (TV-serie)